# شجرة الدر (فلم)
شجرة الدر، فيلم سينمائي مصري من إنتاج العام 1935 ويعد أول فيلم تاريخي ناطق في السينما المصرية.

## قصة الفيلم
في القرن الـ 13 الميلادي تستحوذ الجارية التركية (شجرة الدر) على قلب (الملك الصالح) فيتزوجها لتتدخل في شؤون البلاد وترسم وتخطط المكائد والخطط عند نشوب الحرب ضد الصلبيين، يحدث أن يموت (الملك الصالح) أثناء الحرب فتخفي خبر موته حتى لا يهتز الجند في المعركة وتظل تحكم وتأمر باسمه حتى تم النصر على الصلبيين ثم بعدها تعلن خبر موت (الملك الصالح) حتى يجيء ابنه من زوجته الأولى ويدعى (طوران شاه) ليحكم خلفًا لأبيه، لكنه كان لا يحب شجرة الدر، لكن عز الدين أيبك كبير المماليك يؤيد شجرة الدر، فيقتل طوران شاه مع رجاله، وتتزوج شجرة الدر من (عز الدين أبيك) تتوج (شجرة الدر) ملكة على عرش مصر إلا أنها تجد (عز الدين أبيك) يمثل عقبة لها في الحكم فتؤجر من يقتله . وهنا تعود سلامة زوجة (عز الدين أبيك) الأولى كي تنتقم من (شجرة الدر). تراسل الخليفة في بغداد كي يصدر أمره بخلع شجرة الدر، فيوفد الخليفة رسوله، وتخلع المرأة نفسها عن العرش، وتستطيع سلامة شراء حراس شجرة الدر لتنفرد بها وتقتلها في عقر ملكها وتكون نهاية (شجرة الدر) التي بقي اسمها في أوراق التاريخ.

## فريق العمل
إخراج وقصة وسيناريو وحوار: أحمد جلال
إنتاج: لوتس فيلم
توزيع: بهنا فيلم
تصوير: بريما فيرا
مونتاج: ماري كويني

## بطولة
آسيا داغر (شجرة الدر)
ماري كويني (سلامة)
عبد الرحمن رشدي (عز الدين)
ميخائيل عطا الله (حسام الدين)
مختار حسين (سنقر)
مفيدة أحمد (بوران)
نازك السيد (شوكار)
أسعد عزام (التاجر)
سامي سعيد (زهر الرمان)
أحمد درويش (رسول الخليفة)